# 板野川
板野川（いたのがわ）は、京都府南丹市八木町吉富地域を流れる淀川三次支流の準用河川である。

## 地理

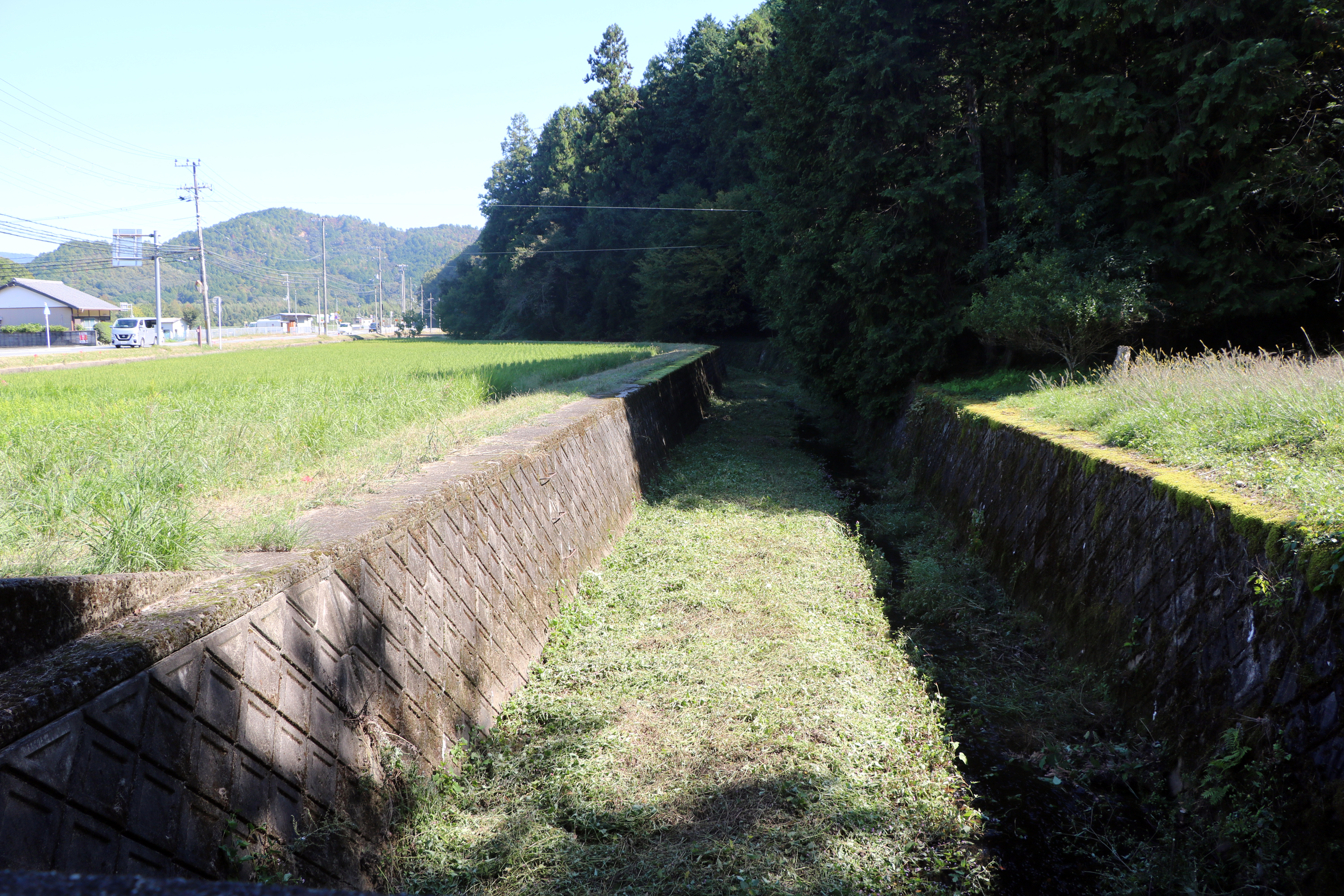
八木町室河原の康安寺前より下流を撮影。

板野川は八木町池ノ内二又分から発して北東に流れ、山陰本線、国道9号、京都縦貫自動車道を順にくぐった後東に向き、八木町室河原柳原・岩山で園部川右岸に合流する。山陰本線の線路より下流はコンクリート三面張りの水路である。

## 流域の村
南丹市
- 八木町
  - 吉富地域
    - 池ノ内
    - 木原
    - 玉ノ井
    - 室河原
    - 八木町鳥羽

## 主な橋梁
八木町室河原
- 堺橋
- 岩鼻橋

## 流域にあるため池
八木町池ノ内
- 奥池
- 鎌掛池
- 妙ケ谷池
- 宮ヶ谷池

八木町木原
- 盛陰池
- 正ヶ谷上池
- 正ヶ谷中池

## 流域にある主な施設
八木町池ノ内
- 八幡宮
- 秋葉神社
- 白髭神社
- 天桂寺

八木町木原
- 薬師堂
- 春日神社
- 木原区公民館
- 京都府南丹家畜保健衛生所
- 城山共同作業所
- 南丹市コミュニティプラザよしとみ
- 山陰本線 吉富駅

八木町室河原
- 京都縦貫自動車道 八木西インターチェンジ
- 康安寺
- 室河原区公民館
- 水天坂の穴地蔵

八木町鳥羽
- 水天宮
江戸時代の創建。板野川と園部川の合流地と、園部川と桂川が合流地の間、水天坂と呼ばれる場所の岩上ある。この地では三川が合流することにより水勢が強くなり、水天坂が切断されて家僕や田畑に流出する水害が度々起きていた。村人たちは水難を避けるため、水天宮を奉った。それから洪水はあっても水天坂は切れたことがないという。毎年9月5日前後の日曜日に祭礼が行われている[2]。

## 流域にある史跡
- 池ノ内城跡[3]
- 鳥羽城跡[3]